# Heiltsuk
Heiltsuk (ang. Heiltsuk Nation, dawniej Bella Bella) – plemię północnoamerykańskich Indian, zamieszkujące wyspy Bella Bella, Klemtu i ich okolice w kanadyjskiej prowincji Kolumbia Brytyjska. Potomkowie czterech grup tubylczych, które w XIX wieku – w wyniku europejskiej kolonizacji, chorób i wojen – utraciły swe dawne ziemie w rejonie Fitz Hugh Sound i znaczną część populacji, a ich resztki osiedliły się w okolicach obecnej miejscowości Bella Bella. W 2000 plemię liczyło 1500 osób (w 1780 było ich około 2700).
Są jednym z niewielkich osiadłych ludów tubylczych zamieszujących Wybrzeże Północno-Zachodnie Ameryki Północnej i utrzymujących się w przeszłości z rybołówstwa i myślistwa. Ich własny język, z rodziny językowej wakash, także nazywa się heiltsuk; obecnie mówi nim mniej niż 300 osób. W literaturze określani byli dotąd zwykle jako Bella Bella lub Kwakiutle Północni, choć sami preferują nazwę własną.